# Rue Saint-Maur (stanice metra v Paříži)
Rue Saint-Maur je nepřestupní stanice pařížského metra na lince 3 v 11. obvodu v Paříži. Nachází se na Avenue de la République.

## Historie
Stanice byla otevřena 10. října 1904 při zprovoznění linky 3.

## Název
Původně znělo jméno stanice Saint-Maur (svatý Maurus) a bylo odvozeno od nedaleké ulice. Počátkem roku 2000 byl název pozměněn na Rue Saint-Maur (Ulice sv. Maura), aby došlo k jasnému odlišení od stanice linky RER A ve městě Saint-Maur-des-Fossés ležícím jihovýchodně od Paříže.

## Vstupy
Stanice má dva východy na Avenue de la République:
- v úrovni Rue Saint-Maur
- v úrovni Rue Servan